# タチアナ・ニコラーエワ
タチアナ・ペトロヴナ・ニコラーエワ（ロシア語: Татья́на Петро́вна Никола́ева；ラテン文字転写例：Tatiana Petrovna Nikolayeva, 1924年5月4日 ブリャンスク県ベジツァ - 1993年11月22日）はソ連のピアニスト・音楽教師。

## 経歴
1924年、ブリャンスク県ベジツァで生まれた。3歳からピアノを始めた。モスクワ音楽院に入学してアレクサンドル・ゴリデンヴェイゼルとエフゲニー・ゴルベフに師事。1948年にモスクワ音楽院ピアノ科を卒業。

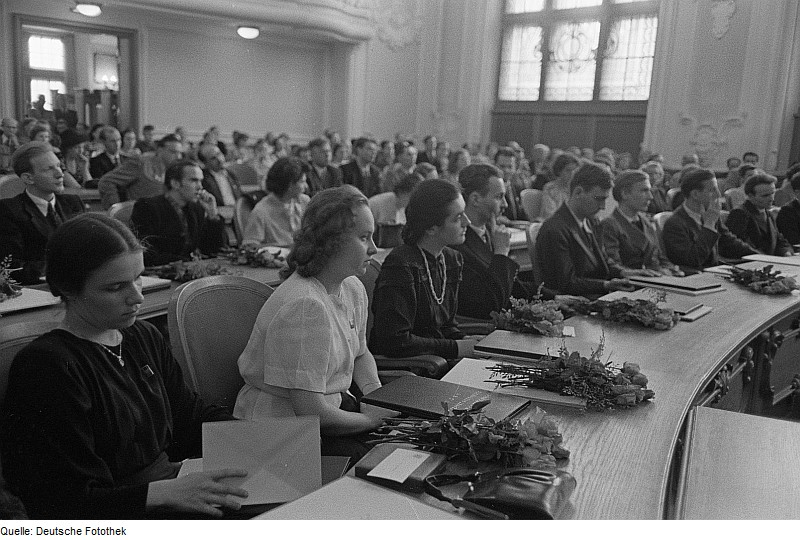
1950年のヨハン・ゼバスティアン・バッハ国際コンクールにて(左からニコラーエワ(優勝)、ガリーナ・フェオドロワ、マルガリータ・フェオドロワ

1950年に、バッハ没後200周年記念のライプツィヒ・ヨハン・ゼバスティアン・バッハ国際コンクールにて優勝。当地に出席していたショスタコーヴィチと、生涯にわたる親交を結んだ。ショスタコーヴィチはニコラーエワのバッハ演奏に触発されて《24の前奏曲とフーガ》を作曲し、これをニコラーエワに献呈した。教育者としては1959年にモスクワ音楽院の講師となり、1965年に教授となった。
生涯に50点以上の録音を残し、とりわけバッハの鍵盤楽曲で著名であったが、西欧で有名になったのは後半生においてからであった。ソビエト連邦の崩壊後に、求められるまま欧米各地で演奏旅行を行なった。イギリスで制作された、ショスタコーヴィチの《24の前奏曲とフーガ》3度目の全曲録音は、1991年度グラモフォン賞器楽曲部門に輝いた。それから2年後の1993年11月13日、サンフランシスコハープスト劇場で同作品の演奏会を行なった直後に脳内出血により昏睡状態に陥り9日後に死去。墓はモスクワのノヴォデヴィチ墓地にある。

## 作品
作曲家としては、ピアノ入門者や児童むけの教材となりうる平易な小品を残したほか、大作もある。
協奏曲
- ピアノ協奏曲 ロ長調 作品10

作曲者自身の演奏とキリル・コンドラシンの指揮により1951年に録音され、1958年には楽譜が出版された。
その他
- ピアノ、フルート、ヴィオラのための三重奏曲 Op.18（BISレーベルに音源あり）
- 弦楽四重奏曲
- ピアノのための前奏曲